# Blanca Peak
Blanca Peak jest jednym z wielu „czterotysięczników” stanu Kolorado w USA. Jest czwartym co do wysokości szczytem stanu i siódmym na obszarze kontynentalnych Stanów Zjednoczonych. Znajduje się na południowym krańcu pasma Northern Sangre de Cristo Range, północnego odcinka łańcucha górskiego Sangre de Cristo i jest najwyższym szczytem obu części. Jest również punktem zbieżnym granic hrabstw Huerfano, Costilla i Alamosa położonym 32 km na północny wschód od miejscowości Alamosa. 24 km na północno-północny zachód od szczytu znajduje się Park Narodowy Great Sand Dunes.
Blanca Peak jest dla Indian z plemienia Nawahów Świętą Górą Wschodu: Sisnaajinii (lub Tsisnaasjini), Górą Poranną lub Górą Białej Muszli. Masyw uważany jest za wschodnią granicę Dinetah, tradycyjnej ojczyzny Nawahów.
Blanca Peak zajmuje dominującą pozycję na samym końcu pasma, wznosząc się 1830 m nad Doliną San Luis, a sam szczyt jest odległy od krawędzi doliny o zaledwie 7,2 km.
Tablica informacyjna na szczycie głosi, że „pierwszego odnotowanego wejścia dokonała grupa mierniczych Wheelera 14 sierpnia 1874 roku, ale ku swemu zdumieniu znaleźli kopiec z kamieni ułożony zapewne przez Indian z plemienia Ute lub wędrujących po tych okolicach Hiszpanów”.
W pobliżu znajdują się trzy inne „czterotysięczniki”: Mount Lindsey na wschodzie, Ellingwood Point na północy i Little Bear Peak na południowym zachodzie. Ellingwood Point łączy z Blanca krótka i wysoka grań, w związku z czym wspinacze zwykle zdobywają oba szczyty. Little Bear również łączy się wysoką granią z Blanca, ale jest to droga o znacznej trudności, zalecana jedynie najbardziej doświadczonym wspinaczom.